# バクリ大学

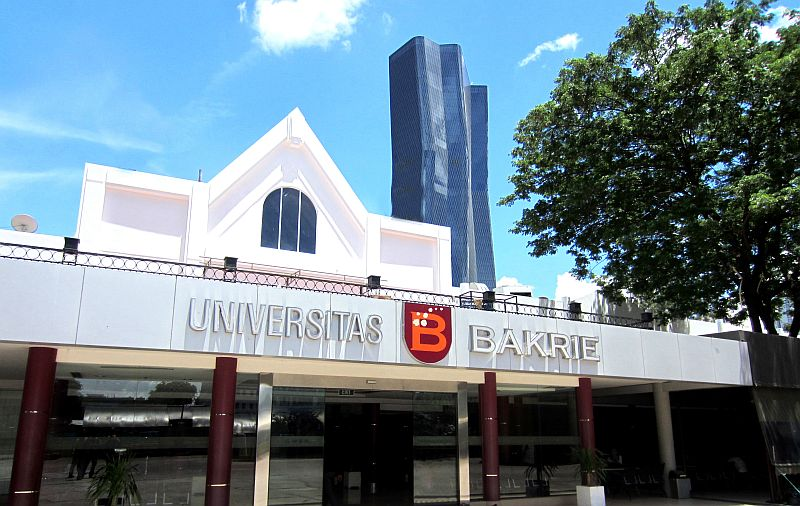
本部

バクリ大学（バクリだいがく、英: Bakrie University、略称: UB）は、インドネシアの首都ジャカルタにある私立総合大学。インドネシアを代表するプリブミ（土着）系最大のコングロマリットであるバクリグループの傘下大学である。キャンパスは南ジャカルタ市のクニンガンに立地している。クニンガン地区は外資系ホテルが建ち並ぶ洗練された街並みで、欧米系の居住者も多い。
THE世界大学インパクトランキング2022（SDGs）では、801-1000位にランクされており（変動対策部門は101-200位でインドネシア国内1位）、質の高い教育部門で401-600位（インドネシア国内5位）となっている。

## 歴史
2009年にバクリグループのバクリ教育財団（Yayasan Pendidikan Bakrie）によって、インドネシアの新しい私立大学として設立された。

## 学科
- 経営学（MBAの大学院プログラム有）
- 会計学
- コミュニケーション科学
- 国際関係学
- 公共政策
- 環境工学
- 土木工学
- 食品科学
- 産業工学
- 情報学
- 情報システム

学生数は約4,000人程度（学部生・大学院生含む）で、経営学・国際関係学・工学・情報学など11学科で構成され、MBAプログラム（オーストラリアのセントラルクイーンズランド大学とのダブルディグリープログラム）も有する。ゲスト講義・企業訪問・インターンシップを通じた実学教育を提供している。特に、インターンシップ機会が豊富であり、企業グループ資本の有利性を生かし、電気・通信・メディア・不動産業等の多様な業界の250 以上の企業と繋がりを持っている。

## 日本の学生交流校
- 東北大学
- 日本大学
- 立命館大学
- 大阪工業大学